# Schweizerischer Studentenverein
Der Schweizerische Studentenverein (kurz Schw. StV [ˈʃʍeː ʃ ʂəfɐu] oder StV; französisch Société des Étudiants Suisses, SES) ist ein Verein von farbentragenden Studenten beiderlei Geschlechts und Dachverband von Studentenverbindungen, die Sektionen genannt werden, an Universitäten, Fachhochschulen und Gymnasien in der Schweiz, Deutschland, Österreich und Italien. Ehemalige Sektionen bestanden in Belgien, Frankreich und Tschechien. Sein Wahlspruch ist: Virtus, Scientia, Amicitia!

## Geschichte
Der StV wurde am 31. August 1841 als Dachverband der konservativen, farbentragenden, nichtschlagenden Verbindungen der Schweiz gegründet und trägt seit 1851 ein rot-weiss-grünes Band und seit 1861 eine Rote Mütze, wobei die Schattierung des Rot und das Mützenformat den Sektionen freigestellt sind. Die ersten vier Sektionen des StV entstanden 1843. Es sind dies (in chronologischer Reihenfolge) die Sektionen Freiburg im Üechtland (heute GV Zähringia), Schwyz (GV Suitia), Luzern (AV Semper Fidelis), Freiburg im Breisgau (AV Helvetia Friburgensis) und Brig (Sectio Brigensis).
Sektionen bestehen nicht nur im deutschsprachigen Raum, sondern auch in der französischsprachigen Schweiz und weiteren Ländern. Der StV entstand 1841 als politische Sammelbewegung christlich-konservativer Studenten und damit implizit als Gegensatz zum Schweizerischen Zofingerverein, der eine politisch radikale (das heisst progressiv-liberale) Grundhaltung einnahm. Der StV wollte dementsprechend christliche, konservative Kräfte gegen Liberalismus und Radikalismus sammeln. Nach dem Sonderbundskrieg 1847 waren es aber Mitglieder des StV, die zur Einigung der Schweiz beitrugen.
Der Studentenverein verstand sich selbst immer als Verein politisch aktiver Mitglieder. Beinahe alle christdemokratischen Bundesräte stammen aus dem StV. Die politische Ausrichtung auf den katholischen Konservatismus geriet seit 1970 mehr und mehr in den Hintergrund. Heute steht der Verein offiziell nicht mehr nur der Christlichdemokratischen Volkspartei (heute Die Mitte) nahe, das politische Spektrum der Mitglieder hat sich den anderen Parteien geöffnet.
Der Verein wurde 1873 im so genannten Kulturkampf zu einem katholisch-konfessionellen Verein. Seit 1977 ist dieses Prinzip in christlich geändert worden, so dass Protestanten wieder Vollmitglied werden können. Seit 1968 nimmt der StV auch Frauen auf. Schutzpatron des Vereins ist der heilige Bruder Klaus.
Der StV hat ein Freundschaftsabkommen mit dem Cartellverband der katholischen deutschen Studentenverbindungen und dem Cartellverband der katholischen österreichischen Studentenverbindungen, das sog. Dreiverbändeabkommen. Der StV ist auch Mitglied im Europäischen Kartellverband der christlichen Studentenverbände (EKV).
An der 166. Generalversammlung der Aktiven wie auch an der entsprechenden Altherrenversammlung am 8. September 2012 in Brig haben die beiden Versammlungen einer vollumfänglichen Strukturrevision zugestimmt. Die Leitung obliegt seit diesem Zeitpunkt dem Zentralkomitee, welches sich sowohl aus Altherren wie auch aus Aktiven zusammensetzt. Das Präsidium wird von einem Aktiven übernommen, das Vizepräsidium von einem Altherr. Ferner wurde mit dieser Revision der Zusammenschluss von drei de facto eigenständigen Vereinen (Aktivitas, Altherrenschaft und Gesamtverein) zu einem einzigen Verein (Schweizerischer Studentenverein) beschlossen.
Die Geschichte des StV ist durch den Schweizer Historiker Urs Altermatt aufgearbeitet und in zwei Bänden publiziert worden.

## Organisation und Liste der Sektionen
Der Verein besteht zurzeit aus 80 Sektionen in der Schweiz, Deutschland (München, Freiburg im Breisgau und Tübingen), Österreich (Innsbruck) und Italien (Rom, Mailand). Früher gab es auch eine Sektion in Belgien (Leuven), Frankreich (Paris), Tschechien (Prag) und weitere an verschiedenen deutschen Universitäten (zum Beispiel Eichstätt, Münster, Würzburg, Heidelberg). Der StV ist damit der grösste Verband farbentragender Studenten der Schweiz und zählt knapp 1000 Aktive und rund 5000 Altherren.
Der StV wurde als Zentralverein gegründet und entstand nicht aus einem Zusammenschluss einzelner Verbindungen. Darum sind die einzelnen Mitglieder auch direkt und stimmberechtigt Mitglieder des StV. Dieser kennt grundsätzlich drei bestimmende Organe: Die Delegiertenversammlung (DV), bei der die Aktivitas sowie die Altherrenschaft jeder Sektion einen stimmberechtigten Delegierten entsenden kann, sowie die Aktivenversammlung und die Altherrenversammlung, bei welchen jedes einzelne Mitglied der jeweiligen Mitgliederkategorie stimmberechtigt ist.
Die Hauptaufgabe der Aktiven- und der Altherrenversammlung ist dabei die Wahl der Mitglieder des Zentralkomitees aus der jeweiligen Mitgliederkategorie. Die Aktivenvertreter werden dabei für ein Jahr gewählt, wobei Wiederwahl grundsätzlich zulässig, jedoch unüblich ist. Die Vertreter aus der Altherrenschaft werden jeweils für zwei Jahre gewählt. Das Zentralkomitee leitet die Geschäfte des Vereins.
An der Delegiertenversammlung der Sektionen werden halbjährlich Entscheide getroffen über Aufnahme und Ausschluss sowie zur laufenden Finanz- und Programmplanung des Vereins.
Der StV unterhält mit der Politischen Kommission (PK) sowie der bildungspolitischen Kommission (BPK) zwei Stabsorgane, welche dem Zentralkomitee in der Bearbeitung von Themen und Spannungsfeldern aus dem jeweiligen Bereich zur Verfügung stehen.
Dem Zentralkomitee unterstehen zudem drei Funktionäre, der Zentralsekretär, der Kommunikationsbeauftragte sowie der Redaktor der Zeitschrift Civitas.

## Die wichtigsten Gruppierungen des StVs

### Reform (4)
Die Zeit von 1880 an brachte starke Auswüchse, wie z. B. der Heidelbergerstil, es herrschte absoluter Trinkzwang, Frühschoppen waren obligatorisch, es gab sehr viele Bälle und Kommerse. Die Folgen waren Bummelsemester, viele Austritte, hohe Kosten und ein sehr schlechter Ruf der Couleurstudenten.
Nach 1900 begann eine Zeit der Reform. Viele StVer wandten sich gegen die obengenannten Auswüchse. Neben der Kommentfrage hatte die Reformbewegung vermehrtes politisches und religiöses Engagement und wissenschaftliche Auseinandersetzung zum Ziel. An der Generalversammlung (GV) in Pruntrut 1911 wurden einige Erleichterungen, besonders beim Trinken, beschlossen. Die GV in Zug von 1916 beschloss dann die Abschaffung jeglichen Trinkzwangs.
In diesem Zusammenhang entstanden nach den Reform-Beschlüssen 1916 auch Reformverbindungen, deren Ziel es war, den Kommentbetrieb auf ein gesundes Mass zu reduzieren, die politische Bildung zu intensivieren und die religiösen Anlässe zu pflegen. Die ersten Reformsektionen waren:
- 1917 AV Berchtoldia Bern
- 1918 AV Fryburgia Freiburg
- 1921 AV Welfen Zürich
- 1937 AV Staufer Freiburg
- 1939 AV Froburger Basel

Diese Verbindungen treffen sich alljährlich in Luzern zur Reform-Innung.

### Block (7)
Als Reaktion auf die Reform entstand 1924 der Block, ein Bund akademischer Kommentverbindungen als Zusammenschluss im Sinne einer Beibehaltung von bewährten Traditionen.
Das Blockalphabet:
- 1863 AKV Rauracia Basel
- 1865 AKV Burgundia Bern
- 1895 AKV Alemannia Freiburg
- 1912 AKV Kyburger Zürich
- 1925 AV Bodania St. Gallen
- 1938 AKV Neu-Romania Freiburg
- 1860 AV Turicia Zürich

Das Verhältnis zwischen Block und Reform war anfänglich sehr gespannt. Der Block verweigerte der Reform den Couleurgruss, Reformer mussten beim Block eine neue Fuchsenzeit durchlaufen usw. Im Laufe der Jahrzehnte aber legten sich die Spannungen.

### Berner Gruppe (12)
1961 sah der Reformverband sein Ziel erreicht und löste sich auf. Der Block besteht heute nur noch zur Wahrung der Interessen des Gesamtvereins, indem er seine Mitglieder zu einem grösseren Engagement verpflichten will. 1965/66 ergriffen die AV Welfen Zürich die Initiative und versuchten die Reform neu zu beleben. Die Interessengemeinschaft wurde 1968 zugunsten der Gründung der Berner Gruppe aufgelöst. Anfangs der 70er Jahre hatte die Berner Gruppe ein recht starkes Gewicht im Gesamtverein.
Neben den ersten 4 Reformverbindungen waren ebenfalls die folgenden Verbindungen Mitglieder dieser Gruppe:
- 1937 AV Staufer Freiburg
- 1946 AV Neu-Welfen Zürich

Aber auch die Verbindungen der sog. zweiten Reform arbeiteten in der Berner Reformgruppe mit. Das waren:
- 1953 AV Goten Freiburg
- 1957 CA Rezia Freiburg
- 1964 AV Orion Zürich
- 1971 AV Agorà Freiburg

Theologenverbindungen, die in loser Form mitarbeiteten:
- 1868 AV Curiensis Chur
- 1861 AV Waldstättia Luzern
- 1896 AV Leonina Freiburg

So waren 1967/68 mit Ausnahme der AV Steinacher St. Gallen faktisch alle deutschsprachigen Hochschulverbindungen, die nicht zum Block gehörten, in der Fraktion der Berner Gruppe, um an der Delegiertenversammlung (DV) und Generalversammlung (GV) ein Gegengewicht zum straff organisierten, schlagkräftigen Block zu bilden.
Da die Tendenz, sich auf das Verbindungsleben zu beschränken, sich immer mehr durchsetzte, musste die Berner Gruppe 1981 aus Desinteresse aufgelöst werden.

### Reformgruppe (7)
Am 9. Juli 1983 trafen sich die sieben Gründungssektionen der ersten und zweiten Reform in Fribourg und hoben die Reformgruppe (RG) aus der Taufe. Sie wollten den Mitgliedern damit ein Forum schaffen, wo sie sich näher kennenlernen und engagieren konnten. Die Reformgruppe wurde anlässlich der GV Appenzell 1993 offiziell aufgelöst.

### Fédération romande (8)
Die Fédération romande ist die Gruppierung aller französischsprachigen Verbindungen und ihrer Altherrschaften. Diese Annäherung von Aktiven und Altherren ermöglicht es den welschen StVern, sich in einem gemeinsamen Forum zu begegnen und ihre kulturelle Identität zu pflegen.
Die Fédération romande will aber nicht ein in sich geschlossenes Gebilde bleiben, sondern sie möchte ein Bindeglied sein, das den französischsprachigen Vereinsmitgliedern einen Bezugspunkt zum StV bietet. Ferner ermöglicht die Fédération romande den welschen StVern, ihre Ideen und Positionen innerhalb des Gesamtvereins zu vertreten. Dabei ist eines ihrer Hauptziele, die Zusammenarbeit zwischen den französischsprachigen Sektionen zu stärken und ein gemeinsames Vorgehen zu fördern.
Mitglieder sind:
- 1845 SG Nuithonia Fribourg
- 1846 SG Rhodania Sion
- 1859 SG Agaunia Saint-Maurice
- 1946 SG Arvésia Genève
- 1876 SA Salévia Genève
- 1891 SA Lémania Lausanne
- 1895 SA Sarinia Fribourg
- 1917 SHE Activitas Fribourg

### Gymnasia (16)
Seit Mitte der siebziger Jahre besteht mit der Gymnasia eine Gruppierung der deutschsprachigen Mittelschulverbindungen. Diese Gruppierung nimmt die Interessen der Mittelschulverbindungen im Gesamtverein wahr. Das fünfköpfige Gymnasiapräsidium organisiert den Wissens- und Erfahrungsaustausch unter den Mitgliedssektionen und organisiert gemeinsame Anlässe.
Die vielen Schattierungen im StV sind sicherlich eine Bereicherung und zeigen, dass es letztlich nicht auf äussere Einzelheiten ankam und ankommt, sondern auf die gemeinsame Grundhaltung.

### FH-Bund (5)
- 1966 FHV Die Habsburger Brugg/Windisch
- 1984 FHV Die Nothensteiner St. Gallen
- 1892 FHV Turania Winterthur
- 1976 FHV Daltonia Muttenz
- 1900 FHV Die Ruithonen Burgdorf

### Lepontia (3)
- 1931 SA Lepontia Bernensis (Bern)
- 1885 SA Lepontia Cantonale Locarno (Luzern)
- 1915 SA Lepontia Friburgensis (Fribourg-Freiburg)

## Bekannte Mitglieder (Auswahl)

### Heilig- oder seliggesprochene Mitglieder
Aus den Reihen des Schw. StV kommt ein Seliger:
- Maurice Tornay (1910–1949), Augustiner-Chorherr, Missionar und Märtyrer, (GV Agaunia)

### Andere
Eine Aufzählung bekannter Mitglieder mit eigenem Wikipedia-Eintrag findet sich in der Kategorie:Korporierter im Schweizerischen Studentenverein.